# Dorfkirche Schmiedebach (Lehesten)

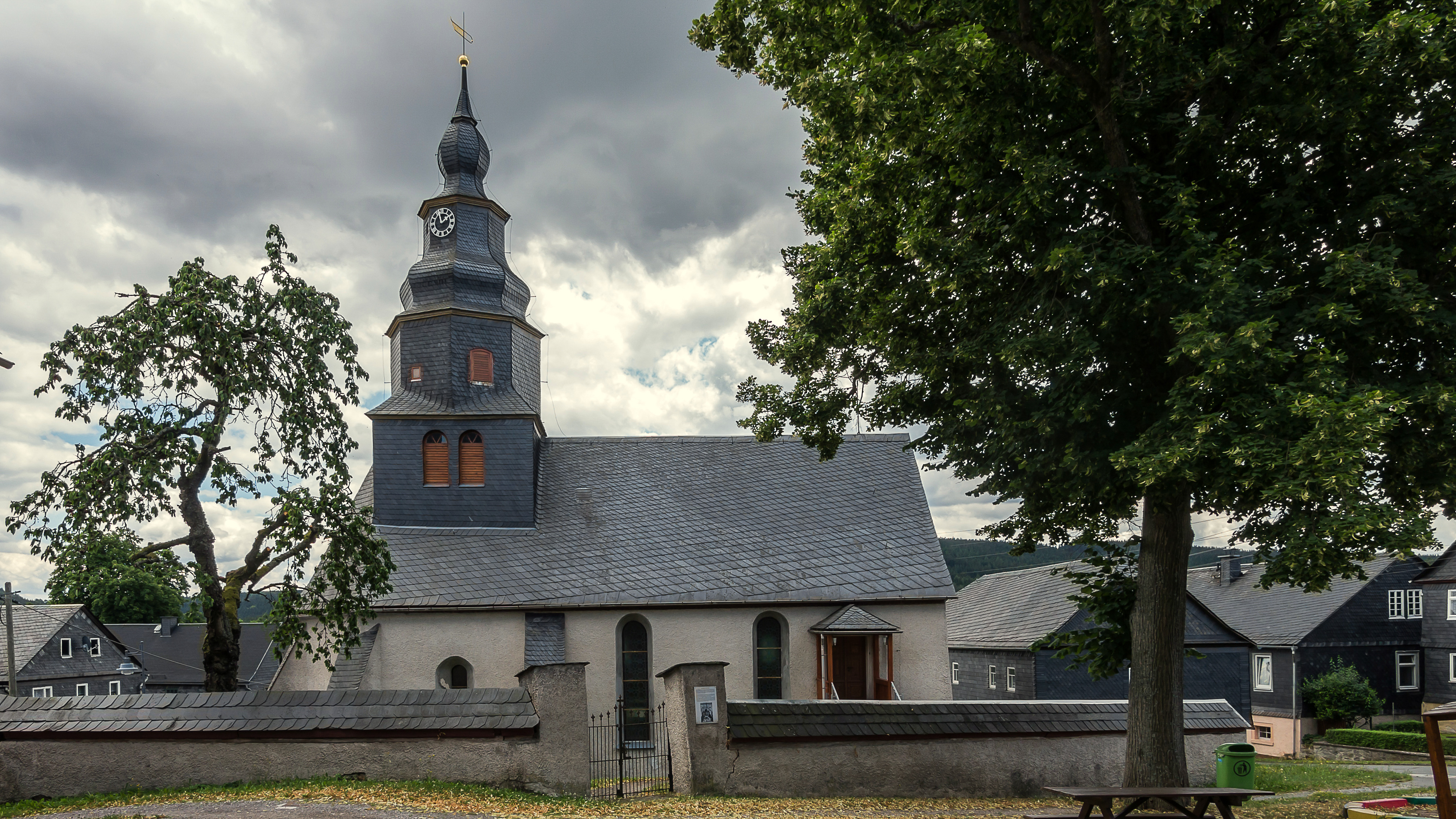
Dorfkirche Schmiedebach

Die evangelisch-lutherische denkmalgeschützte Dorfkirche Schmiedebach steht in Schmiedebach, einem Ortsteil der Stadt Lehesten im Landkreis Saalfeld-Rudolstadt in Thüringen. Die Kirchengemeinde Schmiedebach gehört zum Pfarrbereich Leutenberg im Kirchenkreis Rudolstadt-Saalfeld der Evangelischen Kirche in Mitteldeutschland.

## Beschreibung
Die ältesten Bestandteile der Saalkirche stammen aus der Gotik. Das Langhaus in Richtung Südwesten wurde erst 1656 angebaut. Im Nordosten befindet sich der Chor, der einen dreiseitigen Abschluss hat und der von Strebepfeilern gestützt wird. Mitte des 18. Jahrhunderts fanden bauliche Veränderungen statt. Es wurde ein schiefergedeckter Dachreiter errichtet, der zunächst quadratisch beginnt. Er setzt sich in einem achtseitigen Aufsatz fort, auf dem eine bauchige Haube sitzt. Diese geht wiederum in einen geraden Aufsatz über, der von einem bauchigen Helm bedeckt ist. Bekrönt wird dieser mit einer Turmkugel, auf der die Wetterfahne sitzt.
Im Innenraum befindet sich eine Empore. Der Kanzelaltar stammt aus dem 17. Jahrhundert. Bei einer Renovierung wurden im Bereich des Triumphbogens ornamentale Bemalungen aus der Zeit der Renaissance freigelegt. Die Orgel mit 13 Registern, verteilt auf 2 Manuale und Pedal, wurde 1906 von Wilhelm Sauer geschaffen.